# Vladímir Gluzdovski
Vladímir Alekséyevich Gluzdovski (en ruso: Владимир Алексеевич Глуздовский; Tiflis, 27 de mayo de 1903 – Simferopol, 16 de noviembre de 1967) fue un oficial militar soviético, que combatió en las filas del Ejército Rojo durante la Segunda Guerra Mundial donde alcanzó el rango de teniente general.

## Biografía

### Infancia y juventud
Vladímir Gluzdovski nació el 27 de mayo de 1903 en Tiflis. Durante la guerra civil rusa, se alistó en el Ejército Rojo en mayo de 1919 y luchó en el Komsomol de Oriol y el Destacamento Comunista en el Frente Oriental. A partir de octubre de 1919, continuó su servicio en el destacamento comunista voluntario del 1.er Regimiento Obrero de la 9.ª División de Fusileros, que, como parte del 13.º Ejército del Frente Sur, luchó contra las Fuerzas Armadas del Sur de Rusia, donde participó en la operación Orel-Kursk.
Entre  enero 1920, se convirtió en censor militar en Oriol y en abril en comisario político y comisario militar adjunto de las fuerzas territoriales del distrito, y desde mayo de 1921 fue soldado para misiones especiales en el 25.º Batallón Independiente de las Tropas de la Cheka.
Tras el fin de la guerra civil continuó sirviendo en la Cheka desde febrero de 1922. En noviembre de 1926, fue enviado a estudiar en el curso Vystrel y, tras graduarse en noviembre de 1927, fue destinado al 11.º Batallón Independiente en Batumi, donde sirvió como comandante de compañía y subcomandante de batallón. En enero de 1930, fue transferido a la 4.ª División de Fusileros en Barnaúl, allí dirigió la escuela de comandantes subalternos.
De abril de 1932 a julio de 1936 estudió en la Academia Militar Frunze y posteriormente fue jefe de Estado Mayor del 1.er Regimiento Mecanizado Motorizado de Bielorrusia. En enero de 1938, fue asignado como jefe a una sección del departamento de entrenamiento de combate de la Dirección de Tropas Fronterizas en Minsk y desde mayo de ese año comandó el 73.º Regimiento de las Tropas de la NKVD. En octubre de 1938, fue nombrado subjefe del Cuarto Departamento del Estado Mayor Naval y, en octubre de 1939, jefe de Estado Mayor de la 118.ª División de Fusileros en el Distrito Militar del Cáucaso Norte. De noviembre de 1939 a octubre de 1940, sirvió como asesor militar en China. A su regreso a la Unión Soviética en noviembre de 1940, el entonces coronel Gluzdovski fue asignado como subcomandante a la 1.ª División Motorizada del 7.º Cuerpo Mecanizado en el Distrito Militar de Moscú.

### Segunda Guerra Mundial
Tras el inicio de la Operación Barbarroja, la 1.ª División Motorizada luchó en la batalla de Smolensk como parte del 20.º Ejército del Frente Occidental. Luego, en octubre de 1941, se desempeñó como jefe del departamento de operaciones del 26.º Ejército, que se estaba formando en ese momento en el Distrito Militar de Moscú. Sin completar su formación, el ejército fue enviado a batallas defensivas. Tras sufrir graves pérdidas cerca de Mtsensk durante la batalla de Moscú, el ejército se disolvió a finales de octubre, y Gluzdovski fue nombrado jefe del Estado Mayor del 31.º Ejército, que, como parte del Frente de Kalinin, participó en una serie de operaciones defensivas y ofensivas en los alrededores de Kalinin durante la batalla de Moscú. Durante el invierno y la primavera de 1942, el ejército participó en la ofensiva de Rzhev-Viázma, tras lo cual, a partir del 20 de abril, pasó a la defensiva al este de Zubtsov. Gluzdovski fue ascendido a mayor general el 3 de mayo.
En julio y agosto, el ejército se unió al Frente Occidental y luchó en la operación Rzhev-Sychovka. Desde febrero de 1943, comandó el 31.º Ejército, que, como parte del Frente de Kalinin, luchó en la ofensiva Rzhev-Viázma. Desde julio de 1943, el ejército formó parte del Frente Occidental, combatiendo en las batallas de Smolensk, Spas-Demensk y Yelnya-Dorogobuzh. Fue ascendido a teniente general el 9 de septiembre de 1943. Lideró al ejército en una serie de batallas de posición durante el invierno de 1943 y 1944 en el este de Bielorrusia. Tras la fallida ofensiva de Vítebsk, fue relevado del mando del 31.º Ejército y puesto a disposición de la Dirección General de Personal en abril de 1944.

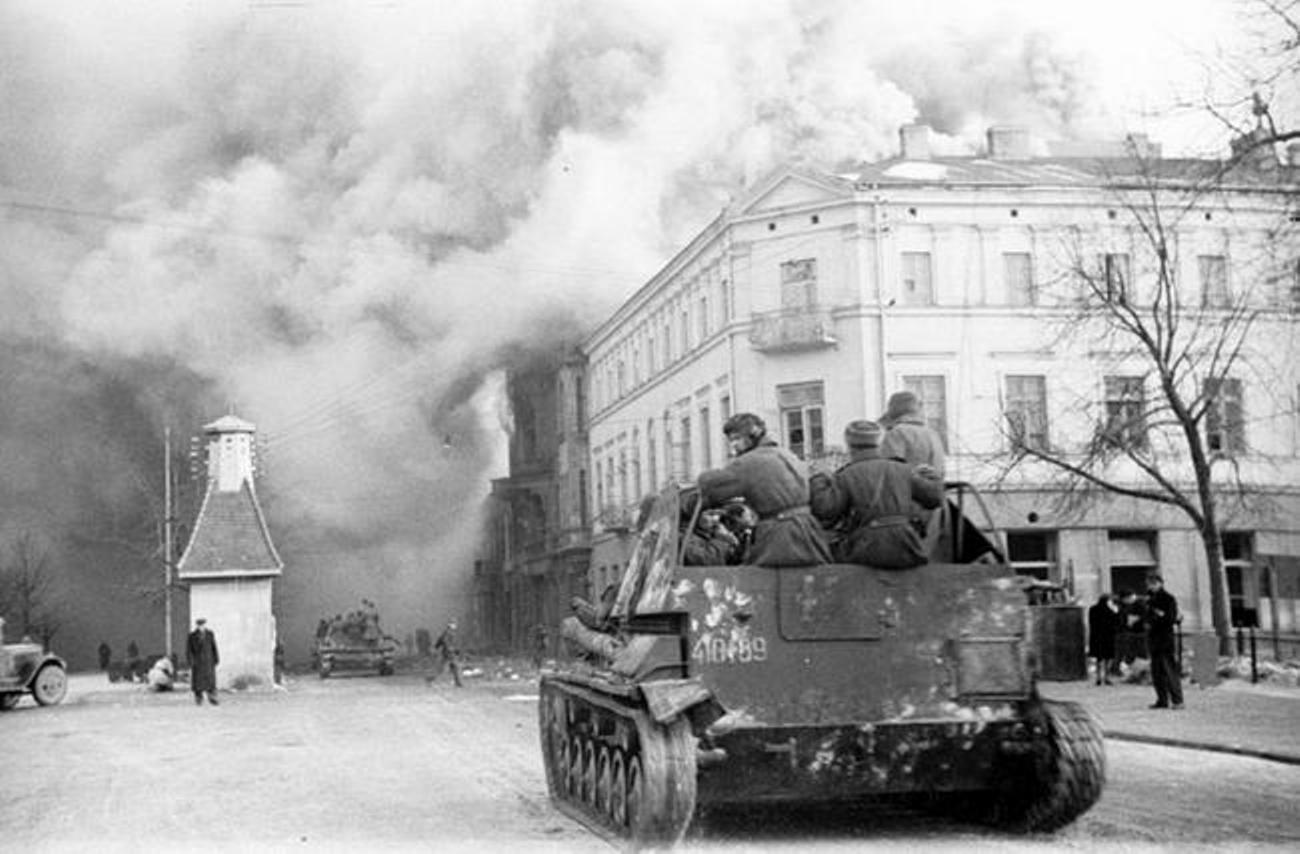
Cañones autopropulsados soviéticos SU-76 avanzan por la plaza Bronisław Pieracki (actual plaza W. Beganski) en Częstochowa.

En agosto de 1944 asumió el mando del 7.º Ejército del Frente de Carelia al que comandó durante la ofensiva de Víborg-Petrozavodsk. A finales de septiembre, el ejército alcanzó la frontera soviético-finlandesa y el 8 de octubre se retiró a la reserva. En diciembre, fue nombrado comandante del 6.º Ejército del Primer Frente Ucraniano, que dirigió durante las ofensivas del Vístula-Óder, Baja Silesia y en la ofensiva de Sandomierz-Silesia. Puso fin a su participación en guerra al mando del ejército que sitió Breslavia desde marzo de 1945.

### Posguerra
Tras el fin de la guerra, continuó al mando del 6.º Ejército hasta enero de 1946 cuando fue destinado a la Academia Militar Frunze, donde dirigió los cursos de formación avanzada para comandantes de división de fusileros, luego dirigió la facultad de historia militar y, desde julio de 1951, el departamento de tácticas de unidad superior. Regresó a puestos operativos en enero de 1955 como jefe de Estado Mayor del Distrito Militar del Báltico, y posteriormente ocupó el mismo cargo en el Distrito Militar de Táurida desde enero de 1956 y en el Distrito Militar de Transbaikalia desde julio de 1956. Ocupó dicho cargo hasta septiembre de 1960 cuando fue puesto a disposición del Comandante en Jefe de las Fuerzas Terrestres y se retiró del servicio activo en el ejército en febrero de 1961.

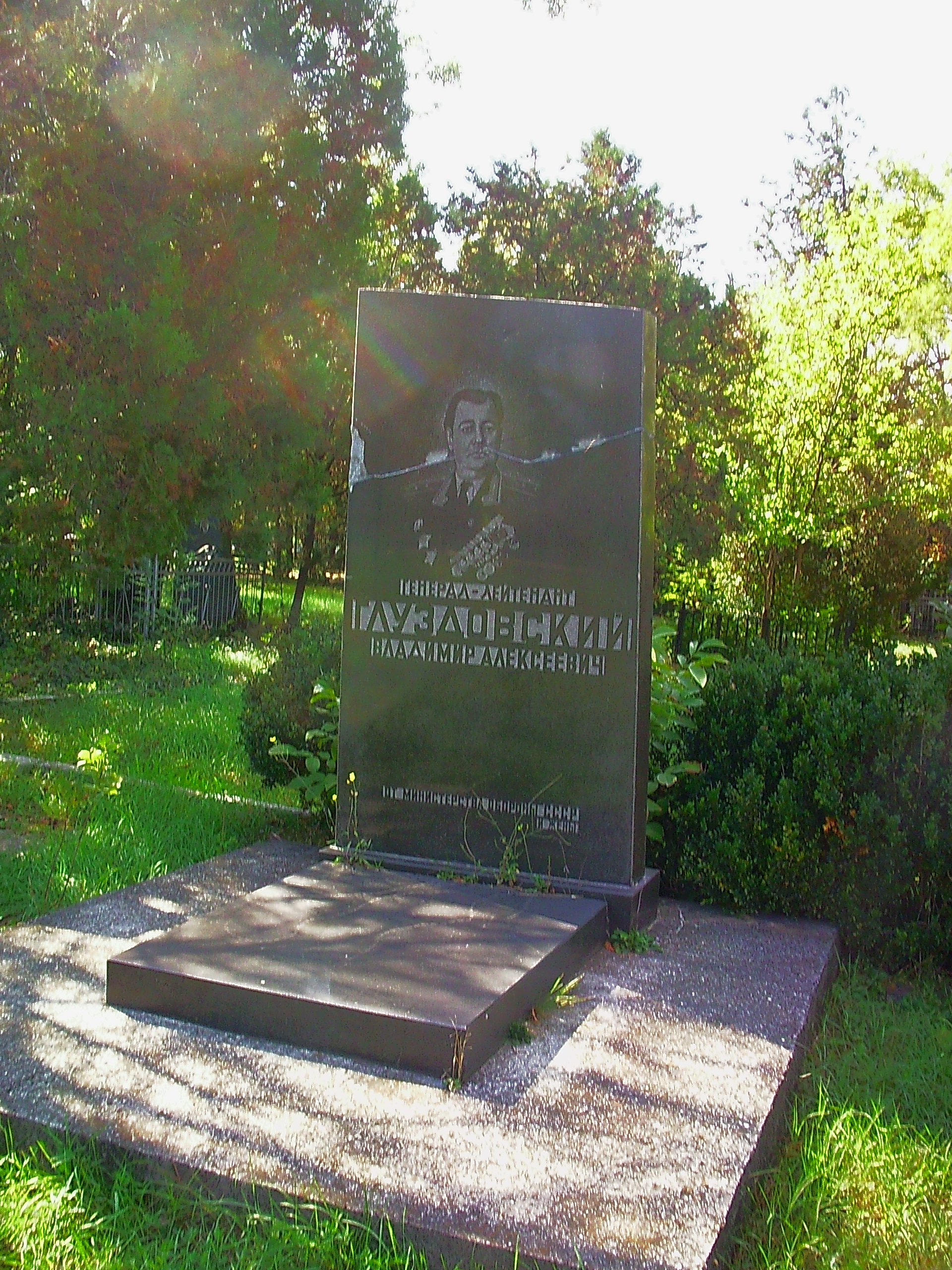
Tumba de Gluzdovski en el cementerio militar de Simferópol

Murió el 16 de noviembre de 1967 en Simferópol.

## Promociones
- Mayor general (3 de mayo de 1942)
- Teniente general (9 de septiembre de 1943).[6]

## Condecoraciones
A lo largo de su carrera militar, Vladímir Gluzdovski recibió las siguientes condecoraciones
Unión Soviética
|  | Orden de Lenin, dos veces (21 de febrero de 1945)                                                                                 |
|  | Orden de la Bandera Roja, cuatro veces (22 de julio de 1941, 5 de mayo de 1942, 3 de noviembre de 1944 y 15 de noviembre de 1950) |
|  | Orden de Suvórov de 1.er grado, dos veces (9 de abril de 1943 y 28 de septiembre de 1943)                                         |
|  | Orden de Kutúzov de 1.er grado (29 de mayo de 1945)                                                                               |
|  | Medalla del 20.º Aniversario del Ejército Rojo de Obreros y Campesinos                                                            |
|  | Medalla por la Defensa de Moscú                                                                                                   |
|  | Medalla por la Victoria sobre Alemania en la Gran Guerra Patria 1941-1945 (1945)                                                  |
|  | Medalla Conmemorativa del 20.º Aniversario de la Victoria en la Gran Guerra Patria de 1941-1945                                   |
|  | Medalla del 20.º Aniversario del Ejército Rojo de Obreros y Campesinos                                                            |
|  | Medalla del 30.º Aniversario de las Fuerzas Armadas de la URSS                                                                    |
|  | Medalla del 40.º Aniversario de las Fuerzas Armadas de la URSS                                                                    |

Otros países
|  | Orden de la Nube y el Estandarte de 1.er grado |